# 法蒂赫
法蒂赫（奥斯曼土耳其语：‎）是土耳其伊斯坦堡最大的地區，是市內的中心區域。法蒂赫是市內的舊城區，即是1453年5月29日奧斯曼帝國蘇丹穆罕默德二世攻佔的伊斯坦堡，故法蒂赫至今被稱為「真正的伊斯坦堡」或「原始的伊斯坦堡」（以往，半島尖端部分的艾米諾努是法蒂赫的一部分。法蒂赫和艾米諾努構成歷史上有名的半島，西端以君士坦丁堡城牆為界，這部分是拜占庭帝國首都君士坦丁堡）。
法蒂赫在君士坦丁堡城牆內，是法提赫清真寺的所在，法蒂赫清真寺是第一所伊斯坦堡的奧斯曼帝國國家清真寺，是市內繼位於城牆外、金角灣岸上的艾郁普蘇丹清真寺後引人注目的奧斯曼清真寺。由於這是市內主要的歷史地區，法蒂赫區內有不少歷史遺跡。

## 歷史

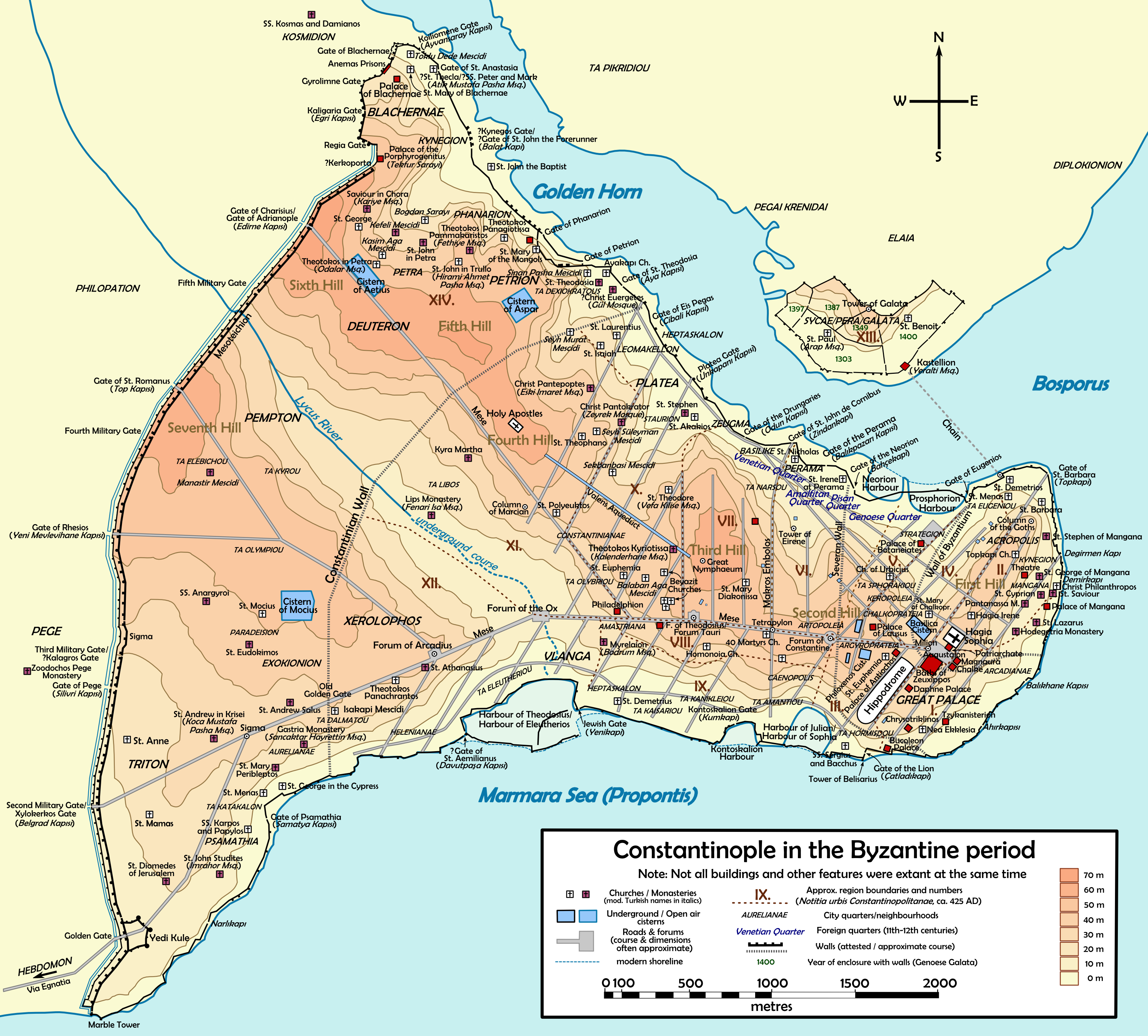
拜占庭帝國時期伊斯坦堡的地圖

費夫濟帕夏大街是法蒂赫的主要道路，起自貝亞濟，終於君士坦丁堡城牆。長期以來，費夫濟帕夏大街也是城內的其中一條主要動脈。大街右方（從城裡向外走）是同樣古老的瓦倫斯水道橋（Valens Aqueduct），由羅馬皇帝瓦倫斯在約四世紀興建。法蒂赫的地勢較高，可以從這裡居高臨下地觀賞馬爾馬拉海及金角灣，拜占庭人因此在這裡建造了許多宮殿，後來已被擠擁的建築物團團圍著。
自城市建立以後，伊斯坦堡眾多山頂上佈滿宗教建築，法蒂赫也有這些山丘，如君士坦丁一世的紀念碑、奉獻給十二聖徒的圣使徒教堂就在法蒂赫（1461年，穆罕默德二世摧毀了聖徒教堂，僻出空間建造法提赫清真寺）。在第四山丘上除了有法蒂赫清真寺的建築群外，還有許多奧斯曼統治階層的墳墓及清真寺。

## 奧斯曼時期
法蒂赫的命名是來自奧斯曼帝國皇帝法蒂赫蘇丹穆罕默德，土耳其語解作征服者，源自阿拉伯語。法蒂赫清真寺是由穆罕默德二世建於這裡，他經常來訪。法蒂赫清真寺建在圣使徒教堂的廢墟上，附近有一所大型的禮拜學校。
奧斯曼帝國征服了君士坦丁堡後，伊斯蘭學者將主要的教堂如聖索菲亞大教堂轉換成清真寺，而法蒂赫清真寺卻是城內首所目的性建造的伊斯蘭神學院。法蒂赫清真寺的落成確保這地區在被征服以後依然繁榮。市場興旺支持著數以千計的建築工人並提供物料，又要供應神學院學生的需要。基於其宗教角色，這地區迅速受到土耳其人歡迎，甚至持續至今。
埃迪爾內卡普城門是往色雷斯的主要出入口。法蒂赫清真寺位於往埃迪爾內卡普的道路上，於是法蒂赫在奧斯曼統治早年成為城內人口最稠密的地區。在十六世紀，許多的清真寺及市場都建在這裡，包括作為土耳其納黑希班底教團中心而聞名的伊斯肯達爾帕夏清真寺，存放先知穆罕默德斗蓬的夏卡謝里夫清真寺（現今依然啓用，但斗蓬只會在賴買丹月展示）、維法教堂清真寺等。這裡的許多清真寺、學校、浴堂、及噴泉也是奧斯曼帝國的官員及軍官所建。
十八世紀伊始，伊斯坦堡開始向城牆外擴張，法齊赫始向當今的大規模住宅用地轉變。這過程經過長年累月而成，大火摧毀了鄰近的木屋，1766年的地震破壞了法齊赫清真寺及其他建築物。屢發的大火煎熬著這個古老的城市，如今法齊赫寬敞的大道是倖免於難的遺產。現今法齊赫仍剩餘少量的木屋，區內主要以橫街窄巷構成，兩旁多是五至六層的住宅。

## 當今的法蒂赫
現今，法蒂赫包括了阿克薩賴（Aksaray）、芬迪克札德（Fındıkzade）、卡帕（Çapa）及祖國大街（Vatan Caddesi）等。這地區在人們印象中極其保守，實際上法蒂赫是相當國際化的地區。1928年之前，艾米諾努及君士坦丁堡城牆同屬法蒂赫，法蒂赫正是古時的伊斯坦堡，在十九世紀，伊斯坦堡才開始擴大。
1960年代開始，法蒂赫變得越來越擠擁，很多中產階級的居民遷至安那托利亞及城裡其他地區。以往的法蒂赫是富有地區，現今卻是藍領地區，但是比那些低下階層聚居的新建地區有著更悠久的歷史。
除了哈利奇大學（Haliç University）及卡蒂爾哈斯大學（Kadir Has University），法蒂赫還有伊斯坦堡大學的兩所醫學院。
自1586年，君士坦丁堡普世牧首在法蒂赫芬內爾的聖喬治教堂設立了本部。
法蒂赫區內有許多劇院，包括著名的雷薩特努恩劇院，區內的配套完備，有許多學校、醫院及其他公共設施，法蒂赫的購物選擇卻不及其他地區，但在大街上也有一些流行服飾商店，法蒂赫的大街上種植有不少的樹木。伊斯坦堡一些歷史悠久的醫院有不少在法蒂赫，包括伊斯坦布爾大學的附屬醫院、海賽克公共醫院、薩瑪蒂亞公共醫院、瓦克夫古瑞巴公共醫院。一條起自錫爾凱吉（Sirkeci）、經君士坦丁堡競技場的電車鐵路，它的終點在法蒂赫的阿克薩賴。
一些伊斯坦堡的主要行政區單位也在法蒂赫，如市內的消防局總部就設在法蒂赫。
法蒂赫有許多古老及現代的圖書館，包括德爾內卡普民族圖書館、芬內爾蘭姆圖書館、海基莫古阿里帕夏圖書館、伊斯坦堡大學傑拉赫帕夏醫學專業圖書館、伊斯坦堡心臟內科學院圖書館、伊斯坦堡大學醫學胡盧斯白塞圖書館、伊斯坦堡大學城市女性藝術圖書館、民族圖書館、幽默圖書館、穆拉德莫拉民族圖書館、哈傑普帕夏圖書館、優素福帕夏民族圖書館。
在另一方面，法蒂赫是伊斯坦堡最保守的地區之一，因為恰爾尚巴有許多教徒聚居，卡爾森巴是法蒂赫內一塊細小的地區。在卡爾森巴會看到束鬍子及穿大衣、寬鬆褲及伊斯蘭頭巾的男子；女子普遍穿全黑的長袍，該區的人許多都是附屬於謝赫的蘇菲主義成員。保守派的政黨經常都能夠在該區爭取到選票。

## 景點
金角灣及馬爾馬拉海沿岸仍殘留著海牆的遺跡，可以藉此了解君士坦丁堡城牆的形態。法蒂赫區內有許多重要的建築物，如瓦倫斯水道橋、城牆上的耶迪庫勒堡壘（Yedikule）、拜占庭的紫衣贵族宫、马尔西安柱、帕瑪卡里思托斯教堂（Pammakaristos Church）、科拉教堂、玫瑰清真寺、費納里伊薩清真寺、君士坦丁堡普世牧首的駐地聖喬治大教堂及法提赫清真寺。
一些著名蘇丹的陵墓，如「征服者」穆罕默德二世、塞利姆一世及奧斯曼帝國出色的政治家如奧斯曼·努里帕夏（Osman Nuri Paşa）都位於法蒂赫。